# ایستگاه متروی وود گرین
ایستگاه متروی وود گرین (انگلیسی: Wood Green tube station) یکی از ایستگاه‌های خط سیرکل متروی لندن است.
این ایستگاه که در ناحیه وود گرین قرار دارد در سال ۱۹۳۳ میلادی تأسیس شده است.

## نگارخانه

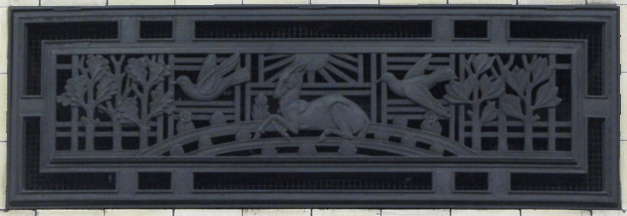
Ventilation panel at Wood Green station
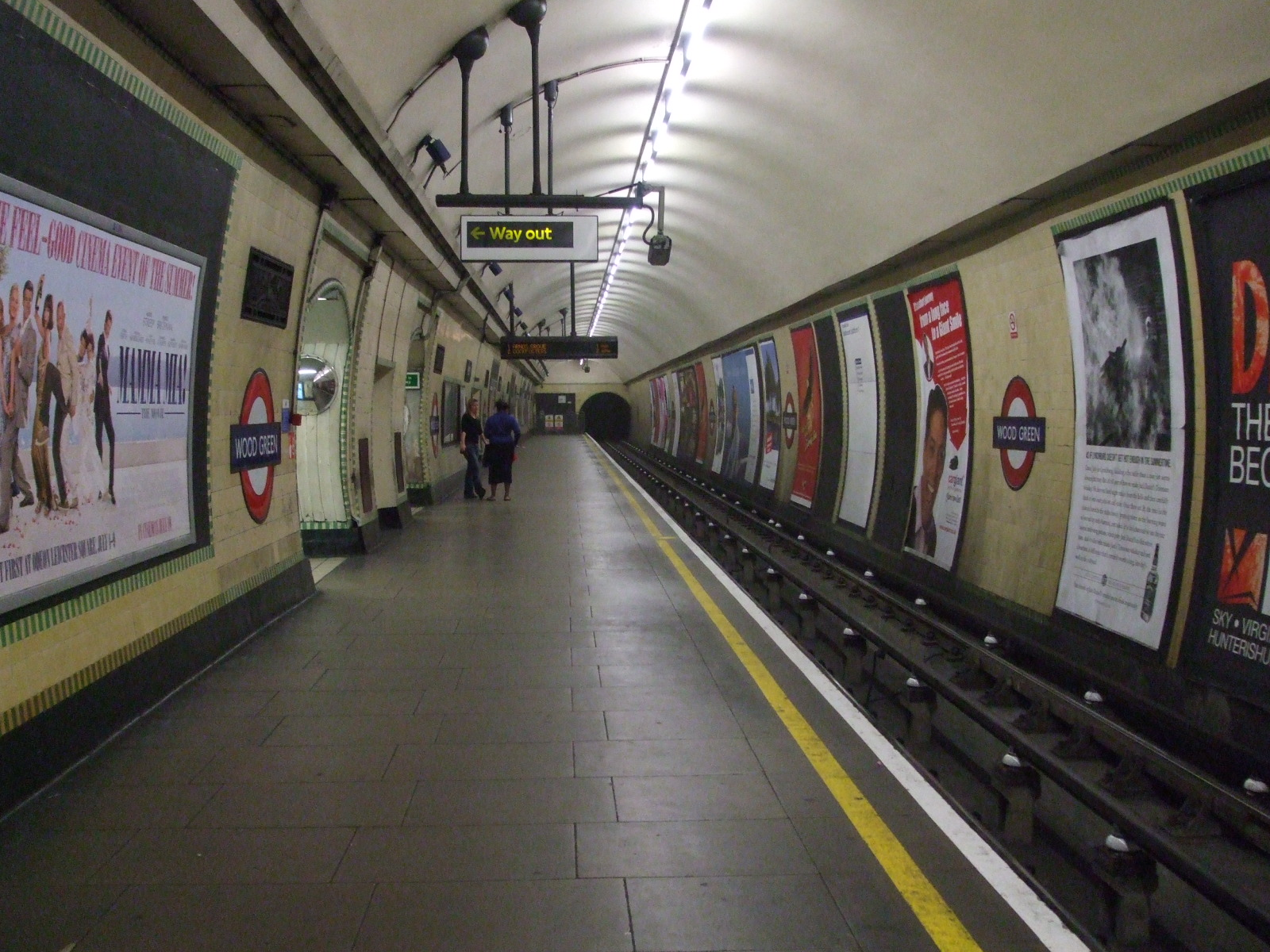
Eastbound platform looking south
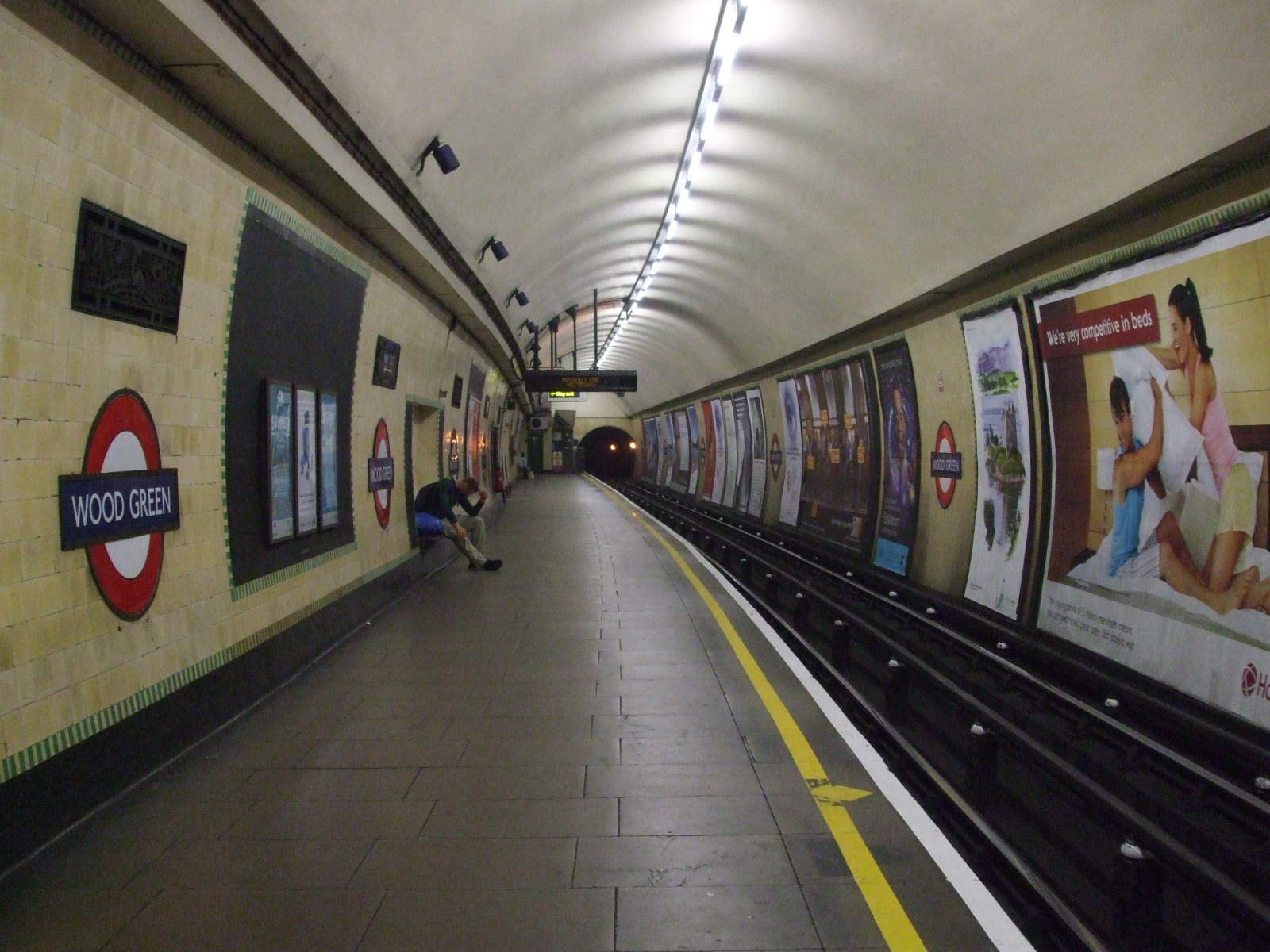
Westbound platform looking north
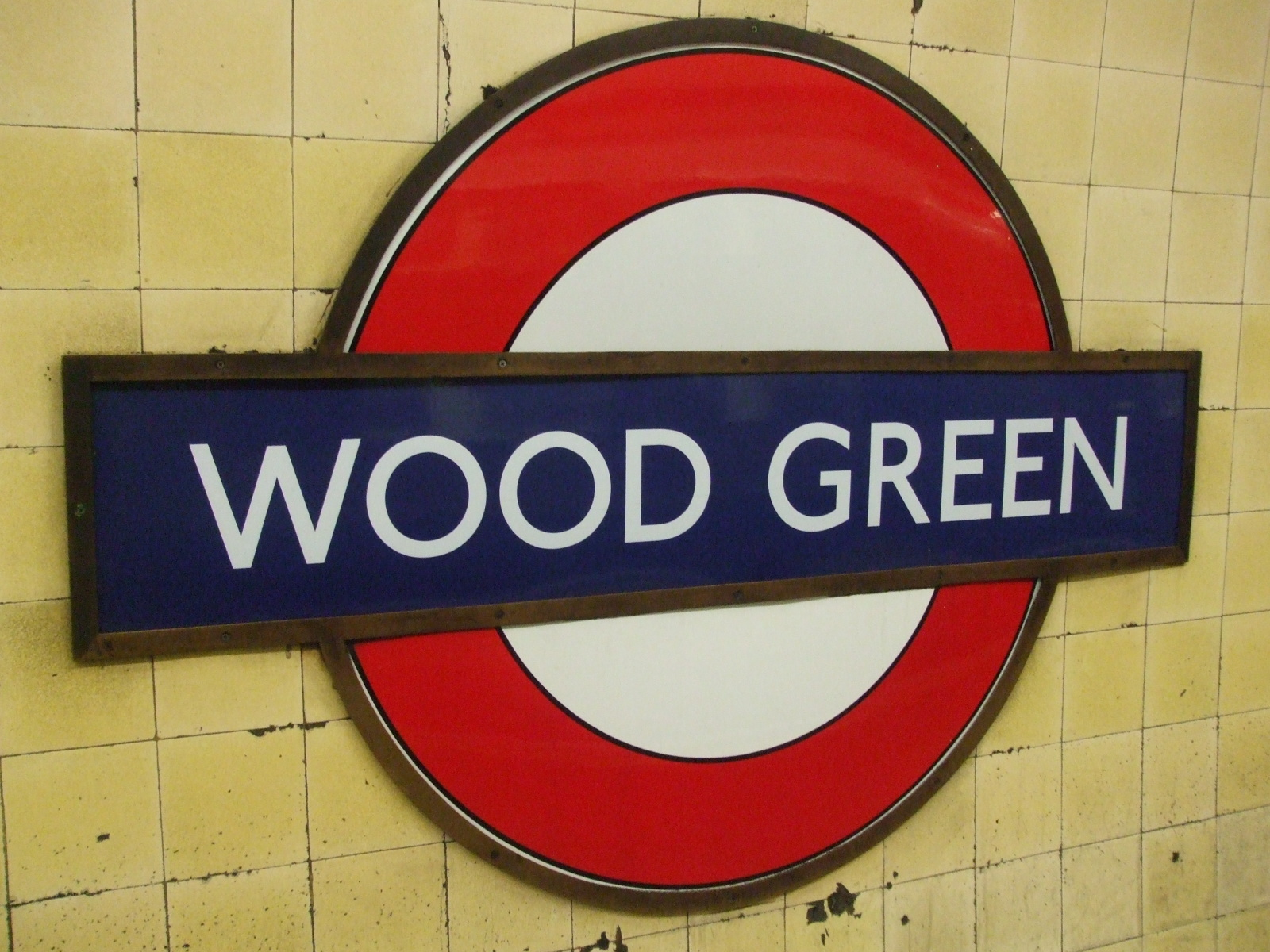
Station platform roundel